# Phortica unipetala
Phortica unipetala är en tvåvingeart som beskrevs av Chen och Wen 2006. Phortica unipetala ingår i släktet Phortica och familjen daggflugor. Inga underarter finns listade i Catalogue of Life.